# Comprehensive Perl Archive Network
CPAN är en akronym för Comprehensive Perl Archive Network. Det är ett stort arkiv innehållande moduler till Perl.